# پاتریشیا مک‌براید
پاتریشیا مک‌براید (انگلیسی: Patricia McBride؛ زادهٔ ۲۳ اوت ۱۹۴۲) یک بالرین اهل ایالات متحده آمریکا است. وی بین سال‌های ۱۹۵۹ تا ۱۹۸۹ میلادی فعالیت می‌کرد. وی در سال ۱۹۵۹ به باله شهر نیویورک ملحق شد و به مدت سی سال در آن فعالیت نمود
در ۷ دسامبر ۲۰۱۴ جایزه افتخاری مرکز کندی به وی اعطا شده است.
پاتریشیا مک‌براید به همراه همسرش «ژان-پیر بونفو» و دو فرزندشان در شارلوت، کارولینای شمالی زندگی می کنند